# Nicomaque (peintre)
Pour les articles homonymes, voir Nicomaque.
Nicomaque (en grec ancien : Νικόμαχος) est un peintre grec du IVe siècle av. J.-C.
Contemporain d'Apelle, il fut un des premiers artistes de son siècle. Pline l'Ancien cite sa Cybèle sur un lion, son Enlèvement de Proserpine, sa Victoire traversant les airs sur un quadrige, et mentionne que cet artiste n'employait que quatre couleurs : le blanc, le jaune, le rouge et le noir. Aucune de ses peintures n'a été conservée.